# Песня об Азенкуре
«Agincourt Carol» (в переводе с англ. — «Песня об Азенкуре»; другие названия: «Agincourt Hymn» (с англ. — «Гимн Азенкура»), «Deo gratias Anglia» (с лат. — «Благодари Господа, Англия»)) — английская народная песня, известная с XV века. Наряду с двенадцатью другими произведениями английского фольклора, составила так называемый «Песенный свиток из Тринити-колледжа» (манускрипт XV века; ныне хранится в Библиотеке Рена в Тринити-колледже). Песня посвящена победе англичан в битве при Азенкуре (1415).
Композитор Эрнест Фаррар в 1918 году создал «Героическую элегию» (англ. Heroic Elegy: For Soldiers, 1918), включив в неё и «отличную старинную „Песню об Азенкуре“».

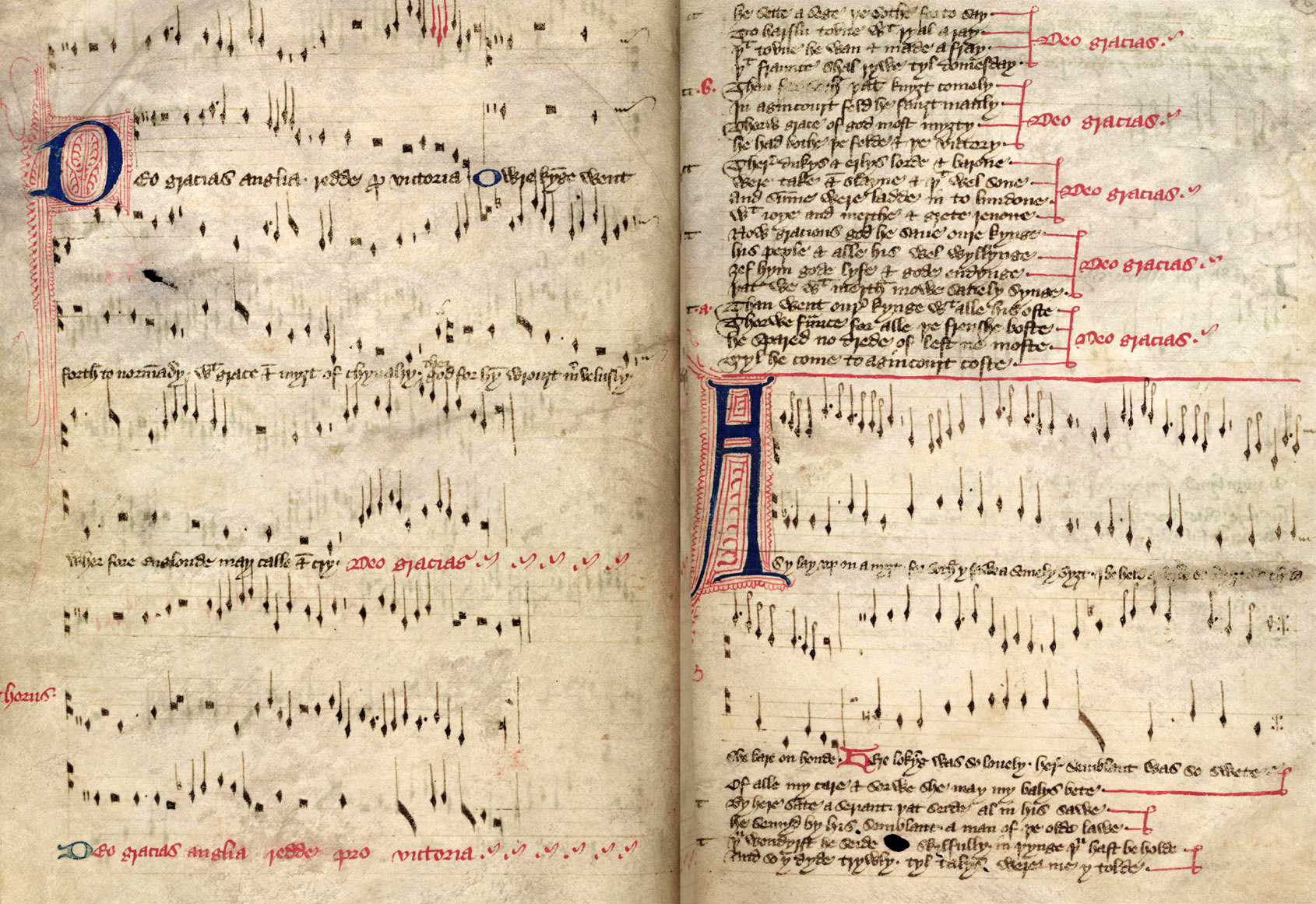
Манускрипт XV века с текстом и нотами Гимна Азенкура. Оксфордский университет, Бодлианская библиотека.

## Слова песни
Deo gratias Anglia redde pro victoria!
Owre Kynge went forth to Normandy
With grace and myght of chyvalry
Ther God for hym wrought mervelusly;
Wherefore Englonde may call and cry
Chorus
Deo gratias:
Deo gratias Anglia redde pro victoria.
He sette sege, forsothe to say,
To Harflu towne with ryal aray;
That toune he wan and made afray
That Fraunce shal rewe tyl domesday.
Chorus
Then went hym forth, owre king comely,
In Agincourt feld he faught manly;
Throw grace of God most marvelsuly,
He had both feld and victory.
Chorus
Ther lordys, erles and barone
Were slayne and taken and that full soon,
Ans summe were broght into Lundone
With joye and blisse and gret renone.
Chorus
Almighty God he keep owre kynge,
His peple, and alle his well-wyllynge,
And give them grace wythoute endyng;
Then may we call and savely syng:
Chorus

## В популярной культуре
Песня была записана английской фолк-группой The Young Tradition в рамках работы над альбомом Galleries (1968).
Гимн исполняется в фильме Генрих V Оливье Лоренса
Король наш выступил на Нормандию
С красою и мощью рыцарства,
И Господь явил им Свой промысел,
Дабы впредь восклицала Англия:
«Славьте Господа»
Славь Господа, Англия,
И возвращайся назад
с победой